# East Kilbride
East Kilbride (gael. Cille Bhrìghde an Ear) – miasto w środkowej Szkocji, w jednostce administracyjnej South Lanarkshire, położone na południe od Glasgow, na zachodnim brzegu rzeki Rotten Calder. W 2011 r. miasto to zamieszkiwało 74 395 osób.
W mieście rozwinął się przemysł elektroniczny, lotniczy, maszynowy oraz spożywczy.

## Miasta partnerskie
- Ballerup, Dania